# گویش تبریزی
تبریزی یکی از گویش‌های زبان ترکی آذربایجانی است و در شهر تبریز به آن صحبت می‌شود. روستاهای اطراف تبریز مانند خسروشاه و روستاهای دامنه‌های شمالی سهند و باسمنج، هربی، بیرق، لیقوان، زینجناب، خلتدوکان و شهناز تبریز ازجمله مناطقی هستند که گویش آن‌ها با کمی تفاوت تبریزی است. این گویش شبیه به گویش شکی در جمهوری آذربایجان است. از خصوصیات گویش تبریز کشیدن صداهاست. در خود تبریز سه گویش با اندکی تفاوت وجود دارد.
1. محله‌های شمال غرب یعنی قراملک، شنب غازان، حکم آباد، منجم، قره آغاج.
2. دوه چی، امیر خیز، لیلاوا، خطیب.
3. ششگلان، باغمیشه، خیابان، مارالان و مناطق مرکزی.[۳]

## ویژگی‌های آوایی گویش تبریزی
چند اواک مهم در لهجه تبریز که در رابطه با دیگر لهجه‌های ترکی و همچنین تجوید زبان عربی متفاوت می‌باشد عبارتند از:
- ج/چ (c/ç):

اندام‌های سازندهٔ این دو آواک، زبان و لثهٔ بالاست. در تلفظ این دو آواک بست در محل نوک زبان به پشت دندان‌های پائین می‌چسبد دندان‌ها روی هم قرار گرفته، نفس حبس شده، کناره‌های زبان به دیوارهٔ دندان‌های کناری بالا می‌چسبند، به طوری که امکان فرار هوا از دو طرف زبان وجود ندارد نرم کام به بالا کشیده می‌شود و راه عبور هوا از طریق بینی به وسیلهٔ حبس نفس در گلو بسته می‌شود و جلو ی زبان به سخت کام چسبیده و هوای فشرده شده در گلو آزاد شده و فشار جریان هوا هنگام عبور از گذرگاه تنگ موجب سایش آن به دندان‌ها و نوک زبان می‌گردد و حرف ج ادا می‌شود حرف چ نیز چنین ادا می‌شود منتها نفس زیاد حبس نشده و غلظت گرفتن اندام‌های مذکور در ادای چ کم است و همچنین مدت چسبیدن زبان به سخت کام، کم است.
- خ (x):

اندام‌های تولید کنندهٔ این آواک‌ها، انتهایی‌ترین قسمت عقب زبان و قسمت پایانی نرم کام هستند، عقب زبان که رو به روی زبان کوچک قرار دارد، بالا رفته و در مقابل نرم کام و در فاصلهٔ کمی از آن قرار می‌گیرد و بدین طریق مجرایی تنگ برای گذر هوا پدید می‌آید. نرم کام در موقعیت بالا قرار گرفته، راه عبور هوا تار آواها نقشی ندارند؛ بنابراین /x/ از طریق بینی بسته می‌شود. در تولید آواک مذکور واک دار است.
- ک/گ (k/g):

در تولید این آواک‌ها تیغهٔ زبان به ابتدای لثهٔ بالا چسبیده و پشت دندان‌های پیشین بالایی قرار گرفته و گذرگاه تنگی به وجود می‌آید. اطراف زبان با دو طرف دندان‌های کناری تماس می‌یابند. نرم کام در موقعیت بالا قرار گرفته، راه عبور هوا از طریق بینی بسته می‌شود. لب‌ها در موقعیت تولید آوای بعدی قرار می‌گیرند. در تولید آواک /k/ تار آواها در موقعیّت تولید واک قرار می‌گیرند؛ بنابراین آواک فوق واک دار است؛ در حالی که در تولید /g/تار اواها نقشی ندارند بنابراین /g/ یک آواک بی واک است.
نشانه «ک» در الفبای موجود، علاوه بر آواک فوق، برای نشان دادن آواک خاص نیز به کار می‌رود که در مثال‌های زیر دیده می‌شود:
1. در کلمات تانک، کمیته، کارتون و تراکتور؛ که در این‌جا به صورت /k/ می‌باشد.
2. در کلمات اینک(=گاو)، چؤره‌ک(= نان) که در این‌جا به صورت /ķ/ (ح)
3. در کلمه‌های کتیبه، کتاب؛ که در این‌جا به شکل /k/ میاشد.

در این ترجمه، اوّلی را به صورت /k/ و دوّمی را به شکل /ķ/ و سومی را به شکل /k/ می‌باشد.
- اؤ/ؤ (ö):

برای تولید این واکه قسمت پسین زبان به اندازه‌ای که برای /o/بالا می‌آید برای /ö/ نیز به همان اندازه بالا می‌آید. زبان مقدار کمی به دندان‌های پیشین فشار می‌آورد، یعنی: زبان کمی به جلو رانده می‌شود. کناره‌های زبان با کناره‌های داخلی دندان‌های بالا و پایین مماس است. لب‌ها کمی گرد شده و به بیرون خم می‌شوند. مانند: گؤز، سؤز.
- اوٚ/وٚ (ü):

برای تولید این واکه قسمت پسین زبان به طرف نرم کام بالا می‌رود و در فاصله‌ای از آن قرار می‌گیرد که جریان هوا بتواند به آزادی عبور کند؛ ولی مجرای هوا آنقدر تنگ نمی‌شود که سایش ایجاد شود. نوک و جلوی زبان آزاد است، اما در نتیجهٔ بالا رفتن قسمت عقب زبان، قسمت جلوی آن نیز به عقب کشیده می‌شود و بخش میانی حاشیه‌های زبان به لبهٔ دندان‌های آسیایی بالا می‌چسبد.
مانند: اوٚزوٚم (= انگور)
- اؽ-ؽ (ı):

برای تولید این واکه قسمت پسین زبان به طرف نرمکام بالا می‌رود و در فاصله‌ای از آن قرار می‌گیرد که جریان هوا بتواند به آزادی عبور کند؛ ولی به حدی نزدیک نمی‌شود که سایش تولید شود. ارتفاع قسمت پسین زبان در تولید /ı/ کمتر از ارتفاع آن در تولید/u/ است. در تولید /ı/ لب‌ها حالت گسترده دارند. مانند: قؽز، قؽزؽل.

## برخی خصوصیات گویش تبریزی
در لهجه تبریز هیچ پسوند آوایی چه در آخر یا اول کلمات اضافه نمی‌شود نظیر: گینان – گینه و…
همچنان در لهجه تبریز کلمات به صورت کشیده ادا می‌شوند به‌طورمثال کلمه گئدیسن، گئسه ن گفته می‌شود.
ازجمله نکات بارز این لهجه تبدیل آواک «ر» به «ی» می‌باشد که این ویژگی در شهرهای جنوبی شهر تبریز نیز به چشم می‌خورد اما در تبریز این غلظت نسبت به شهرهای دیگر کم می‌باشد.
در این ویژگی به‌طورمثال کلمه «قره ملیک»، «قیه ملیک» یا «قیه ملیح» تلفظ می‌شود که ازجمله خصوصیات یکی از اقوام ترک به نام «قپچاق»
می‌باشد که در تشکیل جمعیت تبریز نقش بسزایی به همراه اغوزها داشتند و در واقع می‌توان گفت لهجه تبریز از ترکیب لهجه این دو قوم ترک به وجود آمده است.
آن افرادی که حرف «ر» را در صحبت‌های محاوره خود نمی‌توانند تلفظ کنند حنجره‌هایشان از زمان‌های بسیار قدیم بدون تغییر مانده است.
همواره به‌طورکلی تلفظ کردن «ر» و بیشتر مواقع «غ» برای آذربایجانی‌ها سخت بوده و این بطورکامل مشهود هست (به‌خصوص در آذربایجان میانی (آذربایجان شرقی، آذربایجان غربی و اردبیل) البته با توجه به گسترش رسانه‌های ارتباط جمعی و مهاجرت‌ها این مشخصه کم‌کم‌رو به زوال گذاشت ولی هنوز هم به حیات خود ادامه می‌دهد حتی در کلانشهری مثل تبریز نیز هنوز منقرض نشده و می‌شود تخمین زد که این لهجه در شرق تبریز ۷۵٪ و در کناره‌ها و غرب تبریز ۲۵٪ بخصوص محلاتی که کمترین مهاجر را در خود جا داده‌اند انقراض یافته و هستند کسانی که هنوز هم این لهجه را بکار می‌برند و البته این‌ها به شرطی این لهجه را بکار می‌برند که:زیاد با زبان‌های دیگر مثل فارسی زندگی نکرده باشند. یا خودشان خواسته باشند این لهجه را اصلاح کنند.
این لهجه فاقد حروف: (ر-R) می‌باشد. در این صورت حرف (ر)(R) درخواندن (ی)(Y) تلفظ می‌شود.
حرف (غ) (Ğ) نیز کمتر استفاده می‌شود و بجای آن از «ق» که معادل آن در فارسی «گ» هست استفاده می‌گردد یا بجای آن از «و» استفاده می‌شود یا آن‌قدر نرم ادا می‌شود که انگار تلفظ نشده و حرف قبلی کشیده شده و بعضی اوقات مقداری زبر شده و تلفظ آن مشخص می‌شود. مانند: سوغان =سووان / ساغول=ساوول
علاوه بر تلفظ این سه حرف، حروف (ک)(K)، (چ) و (گ)(G)، (ج) تلفظ می‌شود (این تلفظ ویژه تبریز نیست بلکه یکی از خصوصیات گویش Azb می‌باشد.البته در لهجه‌ی مردمان زنجان، قزوین و همدان این تلفظ رایج نیست و هر حرف صدایی جدا دارد.)
در این صورت حرف (ج)(C) و (چ)(Ç) (باز بنا به ویژگی گویش Azb) بدین منوال تلفظ می‌شوند:
حرف (ج) و (چ) که با روال بقیه ملت‌ها و ویژگی گویش Azj, وسط زبان تلفظ می‌شوند، با نوک زبان ادا می‌شوند یا به عبارت دیگر حرف (ج) به (dz) و حرف (چ) به (ts) تبدیل می‌شود.(البته به استثنای زنجان، قزوین و همدان) (مانند برخی ملیت و قومیت همچون قفقازی‌ها، ژاپنی‌ها، اصفهانی‌ها و…)